# Astacilla arietina
Astacilla arietina là một loài chân đều trong họ Arcturidae. Loài này được Sars miêu tả khoa học năm 1883.